# Konny Reimann

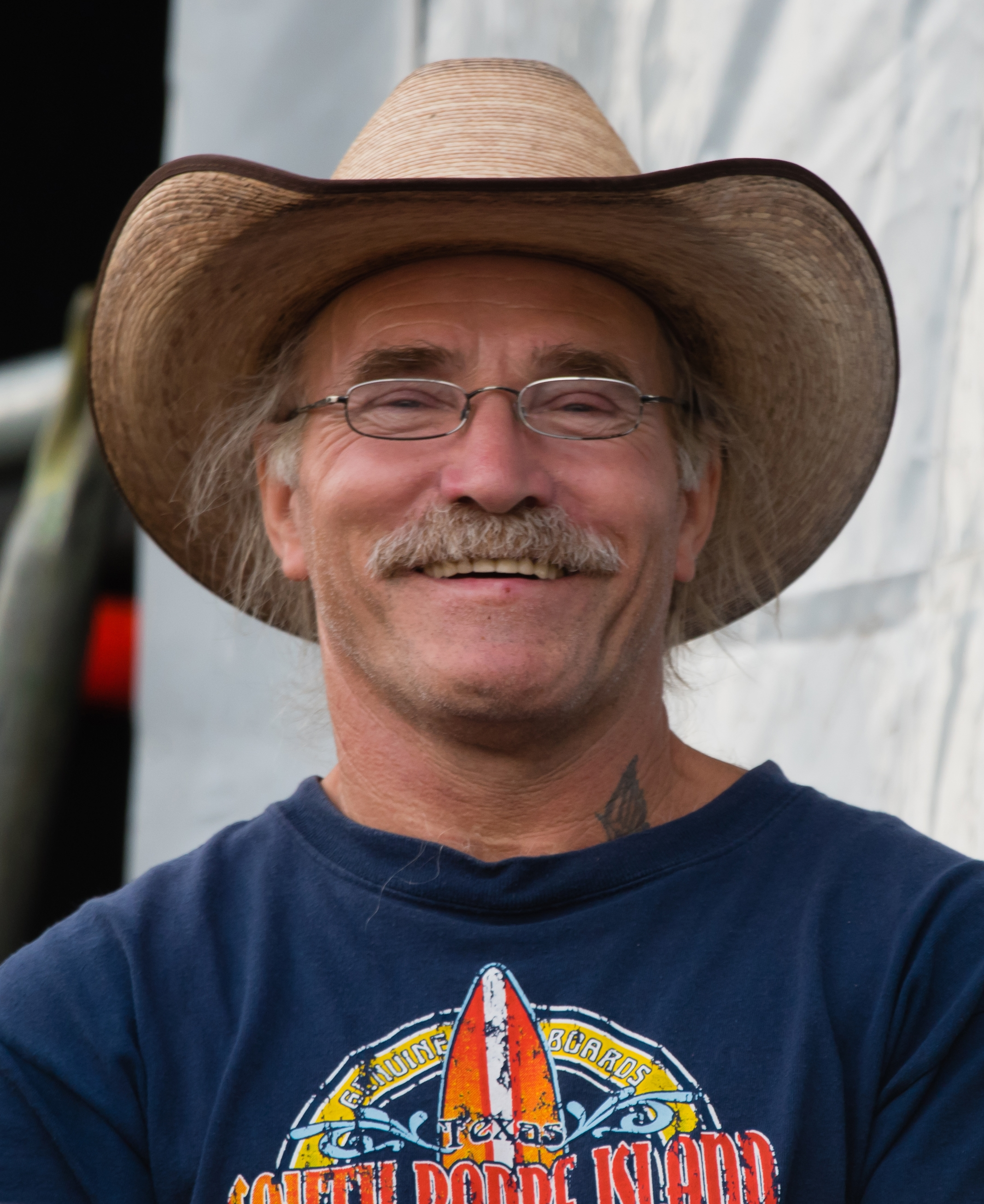
Konny Reimann (2018)

Konrad „Konny“ Reimann (* 10. September 1955 als Eduard Konrad Reimann in Hamburg) ist ein deutscher Unternehmer und eine Fernsehpersönlichkeit.

## Leben
Reimann wuchs bei seiner Mutter und seinem Stiefvater in Hamburg-Harburg auf. Nach der Volksschule absolvierte er von 1972 bis 1975 bei der Hamburger Werft Blohm + Voss eine Ausbildung zum Schiffsmaschinenbauer und technischen Zeichner. Dort durchlief er alle Abteilungen, die notwendig sind, um ein Schiff zu bauen. Nach seinem zweijährigen Dienst bei der Bundeswehr arbeitete er als Kältetechniker.
Er lebte zwanzig Jahre in Schenefeld bei Hamburg. 2004 wanderte er mit seiner Frau Manuela, die eine Green Card gewonnen hatte, und den beiden Kindern in die Vereinigten Staaten aus und ließ sich dort in Gainesville im Nordosten von Texas nieder. Begleitet wurden sie dabei von einem Kamerateam von Extra – Das RTL-Magazin.
Durch sein markantes Äußeres, Schnauzbart, Jeans und Cowboyhut wurde Reimann bald zu „Deutschlands bekanntestem Auswanderer“. Neben insgesamt 84 Auftritten bei Extra – Das RTL-Magazin wurden Reimann und seine Familie bald fester Bestandteil der Doku-Soap Goodbye Deutschland! Die Auswanderer des Fernsehsenders VOX.
Im Laufe der Jahre setzte Reimann eine Reihe von Projekten um, wie etwa den Erwerb eines Seegrundstückes am Moss Lake. Darauf baute er nach dem Vorbild aus dem amerikanischen Film Deine, meine & unsere ein markantes, 743 m² großes Wohnhaus mit Leuchtturm. Auf diesem „Konny Island“ genannten Grundstück mit Bootssteg betrieb die Familie ein Ferienresort mit drei Gästehäusern. Ende 2015 zogen Reimann und seine Frau auf eine der acht Hauptinseln des Hawaii-Archipels, Oʻahu. Dort erwarben sie in Pūpūkea an der Nordküste ein Grundstück am Rand eines Forstreservats. Das bestehende großzügige Wohnhaus haben sie nach ihren Wünschen renoviert und umgebaut; auf ihrem Anwesen („Konny-Island III“ genannt) vermieten sie in einem Nebengebäude ein kleines Gästeapartment. Ihre texanischen Immobilien verkauften die Reimanns im Dezember 2016. Dabei wurde der markante Leuchtturm von den neuen Besitzern abgerissen. Der Umzug, das Leben des Ehepaars auf Hawaii und auch der Werdegang ihrer beiden Kinder in den USA werden weiterhin im deutschen Fernsehen gezeigt.
Des Weiteren trat er in deutschen Talkshows auf, absolvierte Vortragstouren in Deutschland und machte Werbung für diverse Unternehmen, wie etwa für Altenloh, Brinck & Co (Spax-Schrauben), die Molkerei Alois Müller GmbH & Co. KG, Halberstädter (Grillwürste), Ford (Geländewagen) und ProHaus Ausbauhaus. Im Jahr 2020 warb er bei dem weltgrößten Discounter-Konzern Lidl für dessen Handwerkerartikel. Bereits im Jahr 2013 testete Reimann in der ZDF-Sendung „Aldi gegen Lidl“ die Werkzeuge der beiden Supermarktketten, bei der 6,04 Millionen Zuschauer einschalteten.
Außerdem drehte er ein Dutzend Do-it-yourself-Filme für Camper zum Thema „Wie baue ich einen Greyhound-Bus in ein Wohnmobil um?“, die auf Camping- und Caravanmessen gezeigt werden. 2013 hatte er eine Gastrolle in der Serie Notruf Hafenkante. Am 23. Dezember 2013 startete die erste Staffel der Doku-Soap Die Reimanns – Ein außergewöhnliches Leben auf RTL II und begleitete Reimann und seine Familie bis 2021 in ihrem alltäglichen Leben. In den Jahren 2015 und 2016 suchte er für den Sender RTL II außerdem einen „Heimwerkerkönig“. In den folgenden Jahren drehte er für denselben Sender die Survival-Format Sendereihe Konny Goes Wild!. Im Mai 2020 startete er zusammen mit seiner Frau einen eigenen YouTube-Kanal. Seit Januar 2022 sind beide für die Reality-TV-Serie Willkommen bei den Reimanns beim Sender Kabel eins unter Vertrag.
2008 veröffentlichte er seine Autobiografie, 2009 seine „Barbecue-Bibel“ und 2010 folgte ein Comic.
Mittlerweile war Konny Reimann auch schon Forschungsobjekt einer kulturwissenschaftlichen Untersuchung an der Universität Marburg, deren Ergebnisse 2011 unter dem Titel Das Phänomen Konny Reimann – Starkult und Langzeitbeobachtung im Reality TV veröffentlicht wurden.
Das im Oktober 2023 im Verlag Gräfe und Unzer erschienene Buch Einfach machen wurde von der Münchner Kabarettistin Franziska Wanninger geschrieben.

## Fernsehauftritte (Auswahl)
- seit 2004: Extra – Das RTL-Magazin[25]
- 2006–2013: Goodbye Deutschland! Die Auswanderer[26]
- 2010: TV total Stock Car Crash Challenge
- 2011: Das perfekte Dinner
- 2013–2021: Die Reimanns – ein außergewöhnliches Leben
- 2013: Notruf Hafenkante (La Paloma)
- 2013: Aldi gegen Lidl
- 2013: Jungen gegen Mädchen
- 2013: Willkommen bei Mario Barth
- 2013: Mein Mann kann
- 2013: Die Pool Champions – Promis unter Wasser
- 2013: Inas Nacht, 29. Juni
- 2013: 5 gegen Jauch
- 2014: Die Reimanns – Brasilien-Spezial
- 2015–2016: Der Heimwerkerkönig
- 2015: Notruf Hafenkante (Flucht ins Watt)
- 2016: Der große RTL2 - Promi Kegelabend
- 2016: Die Kirmeskönige
- 2016: Crash Test Promis
- 2017: Der große RTL2 - Promi Curling Abend
- 2017: Paul Panzers Comedy Spieleabend
- 2017–2019: Konny Goes Wild!
- seit 2022: Willkommen bei den Reimanns

## Werke
- Konny Reimann erzählt „… aber das ist eine andere Geschichte“, Moewig, Hamburg 2008, ISBN 978-3-86803-275-8.
- Konnys Barbecue-Bibel, Moewig, Hamburg 2009, ISBN 978-3-86803-390-8.
- Moin Moin, ihr Spacken!, Feierabend Unique Books, Köln 2010, ISBN 978-3-939214-00-7.
- Einfach machen. Wie unsere Träume Realität wurden und unser Leben zum Abenteuer, Gräfe und Unzer, München 2023, ISBN 978-3-83389-036-9.